# Egira mustelina
Egira mustelina är en fjärilsart som beskrevs av Smith. Egira mustelina ingår i släktet Egira och familjen nattflyn. Inga underarter finns listade i Catalogue of Life.